# یواس‌اس دوروتی ال دیکس (ای‌پی-۶۷)
یواس‌اس دوروتی ال دیکس (ای‌پی-۶۷) (به انگلیسی: USS Dorothea L. Dix (AP-67)) یک کشتی بود که طول آن ۴۷۳ فوت (۱۴۴ متر) بود. این کشتی در سال ۱۹۴۰ ساخته شد.